# Viverravidae
Los viverrávidos (Viverravidae) son una familia extinta de mamíferos que vivieron entre el Paleoceno y el Eoceno en lo que ahora es Norteamérica, Europa y Asia. En estos animales, el número de dientes molares se ha reducido a dos y el cráneo es alargado. Viverravidae es una familia monofilética, un grupo corona. No son considerados como ancestros de los mamíferos carnívoros actuales.
Se cree que los viverrávidos estuvieron entre los primeros carnívoros: aparecieron inicialmente en el Paleoceno de América del Norte hace unos 60 millones de años. Algunos autores han propuesto que deberían ser situados por fuera del orden Carnivora basándose en su morfología craneana.
Xiaoming Wang y Richard H. Tedford proponen que este grupo se tuvo un origen norteamericano para luego dispersarse a Asia hace unos 65-60 millones de años y luego a Europa, y fueron los primeros carnívoros en poseer el primer par verdadero de dientes carnasiales.: p8 

## Taxonomía
Información taxonómica basada en Paleobiology Database
- Familia: †Viverravidae (Wortman & Matthew, 1899) [sinónimo: Didymictidae (Flynn & Galiano, 1982)]
  - Género: †Orientictis (Huang & Zheng, 2005)
    - †Orientictis spanios (Huang & Zheng, 2005)

  - Género: †Pappictidops (Qiu & Li, 1977)
    - †Pappictidops acies (Wang, 1978)
    - †Pappictidops obtusus (Wang, 1978)
    - †Pappictidops orientalis (Qiu & Li, 1977)

  - Género: †Variviverra (Tong & Wang, 2006)
    - †Variviverra vegetatus (Tong & Wang, 2006)

  - Subfamilia: †Didymictinae (Flynn & Galiano, 1982)
    - Género: †Bryanictis (MacIntyre, 1966)
      - †Bryanictis microlestes (Simpson, 1935)
      - †Bryanictis paulus (Meehan & Wilson, 2002)

    - Género: †Didymictis (Cope, 1875)[5]
      - †Didymictis altidens (Cope, 1880)
      - †Didymictis dellensis (Dorr, 1952)
      - †Didymictis leptomylus (Cope, 1880)
      - †Didymictis protenus (Cope, 1874) [sinónimo: Didymictis curtidens (Cope, 1882)]
      - †Didymictis proteus (Polly, 1997)
      - †Didymictis vancleveae (Robinson, 1966)

    - Género: †Intyrictis (Gingerich & Winkler, 1985)
      - †Intyrictis vanvaleni (MacIntyre, 1966)

    - Género: †Protictis (Matthew, 1937)
      - †Protictis agastor (Gingerich & Winkler, 1985)
      - †Protictis haydenianus (Cope, 1882) [sinónimos: Didymictis primus (Cope, 1884), Prolimnocyon macfaddeni (Rigby, 1980)]
      - †Protictis minor (Meehan & Wilson, 2002)
      - †Protictis paralus (Holtzman, 1978)
      - †Protictis simpsoni (Meehan & Wilson, 2002)
      - Subgénero: †Protictoides (Flynn & Galiano, 1982)
        - †Protictis aprophatos (Flynn & Galiano, 1982)

    - Género: †Raphictis (Gingerich & Winkler, 1985)
      - †Raphictis gausion (Gingerich & Winkler, 1985)
      - †Raphictis iota (Scott, 2008)
      - †Raphictis machaera (Rankin, 2009)
      - †Raphictis nanoptexis (Rankin, 2009)

  - Subfamilia: †Ictidopappinae (Van Valen, 1969)
    - Género: †Ictidopappus (Simpson, 1935)
      - †Ictidopappus mustelinus (Simpson, 1935)

  - Subfamilia: †Viverravinae (Wortman & Matthew, 1899)
    - Género: †Pristinictis (Fox & Youzwyshyn, 1994)
      - †Pristinictis connata (Fox & Youzwyshyn, 1994)

    - Género: †Simpsonictis (MacIntyre, 1962)
      - †Simpsonictis jaynanneae (Rigby, 1980)
      - †Simpsonictis pegus (Gingerich & Winkler, 1985)
      - †Simpsonictis tenuis (Simpson, 1935)

    - Género: †Viverravus (Marsh, 1872) [sinónimo: Ziphacodon (Marsh, 1872)]
      - †Viverravus acutus (Matthew & Granger, 1915)
      - †Viverravus gracilis (Marsh, 1872) [sinónimos: Didymictis dawkinsianus (Cope, 1881), Harpalodon vulpinus (Marsh, 1872), Triacodon fallax (Marsh, 1871), Ziphacodon rugatus (Marsh, 1872)]
      - †Viverravus lawsoni (Hooker, 2010)
      - †Viverravus laytoni (Gingerich & Winkler, 1985) [sinónimo: Viverravus bowni (Gingerich, 1987)]
      - †Viverravus lutosus (Gazin, 1952)
      - †Viverravus minutus (Wortman, 1901)
      - †Viverravus politus (Matthew & Granger, 1915) [sinónimo: Protictis schaffi (Gingerich & Winkler, 1985)]
      - †Viverravus rosei (Polly, 1997)
      - †Viverravus sicarius (Matthew, 1909)

    - Género: †Viverriscus (Beard & Dawson, 2009)
      - †Viverriscus omnivorus (Beard & Dawson, 2009)